# Municipio de Mirabile
El municipio de Mirabile (en inglés: Mirabile Township) es un municipio ubicado en el condado de Caldwell en el estado estadounidense de Misuri. En el año 2010 tenía una población de 388 habitantes y una densidad poblacional de 4,18 personas por km².

## Geografía
El municipio de Mirabile se encuentra ubicado en las coordenadas 39°39′15″N 94°9′2″O / 39.65417, -94.15056. Según la Oficina del Censo de los Estados Unidos, el municipio tiene una superficie total de 92.79 km², de la cual 91,96 km² corresponden a tierra firme y (0,89 %) 0,83 km² es agua.

## Demografía
Según el censo de 2010, había 388 personas residiendo en el municipio de Mirabile. La densidad de población era de 4,18 hab./km². De los 388 habitantes, el municipio de Mirabile estaba compuesto por el 97,16 % blancos, el 0,77 % eran amerindios, el 0,26 % eran asiáticos, el 0,26 % eran de otras razas y el 1,55 % eran de una mezcla de razas. Del total de la población el 1,03 % eran hispanos o latinos de cualquier raza.